# Sólo por mí (canción)
Sólo por mí es una canción de la cantante española Natalia Jiménez. Es la primera pista de su primer álbum en solitario Natalia Jiménez, publicado el 21 de junio de 2011.

## Acerca de la canción
La canción habla de una mujer que era maltratada física y emocionalmente por su pareja, por lo que ésta decide dejarlo y comenzar una nueva vida en la que se encuentra mucho mejor, claramente reflejado en la letra: «Solo por mí, hoy he dejado de sufrir, sólo por mí en mi sangre lo puede sentir».
Según la artista, esta es una canción para todas aquellas mujeres maltratadas por su pareja, para que dejen de sufrir y sigan solo por ellas.